# Jean Terrell
Jean Terrell (* 26. November 1944 als Velma Jean Terrell in Belzoni, Mississippi) ist eine US-amerikanische Soul-Sängerin, die vor allem als Leadsängerin der Motown-Girlgroup The Supremes ab 1970 bekannt wurde. Sie löste seinerzeit Diana Ross ab, die eine sehr erfolgreiche Solo-Karriere startete.

## Biografie
Terrell sang bis 1973 bei den Supremes. Auch wenn die Gruppe ihren kommerziellen Zenit überschritten hatte, gelang es Terrell das Publikum auf Anhieb zu überzeugen. So entstanden Top-10-Erfolge wie Up the Ladder to the Roof, Stoned Love (1970, die letzte Nummer eins in den R&B-Charts), River Deep – Mountain High (mit den Four Tops), Nathan Jones (1971) oder Floy Joy (1972). Die erste LP von Terrell mit den Supremes hieß Right on (1970), die letzte The Supremes Live! In Japan (1973).
Nach dem Ausstieg bei den Supremes wurde es zunächst still um Terrell. Erst 1978 unterzeichnete sie einen Solo-Vertrag bei A&M. Das hier veröffentlichte Album I Had to Fall in Love stand ganz im Zeichen der damaligen Disco-Musik. Mit der Single Don’t Stop Reaching for the Top erreichte Terrell aber nur einen äußerst bescheidenen Platz 72 in den amerikanischen R&B-Charts. Das Album floppte. In den folgenden Jahren sang sie unter anderem Background für Les McCann, Ronnie Laws oder Rockie Robbins.
In den 1980er Jahren tat sich Terrell mit anderen ehemaligen Mitgliedern der Supremes zusammen, um wieder auf Tournee zu gehen und Platten aufzunehmen. Da die Rechte am Gruppennamen Supremes allerdings weiterhin bei Motown lagen, kam es zu merkwürdigen Alternativnamen wie FLOS – Former Ladies Of The Supremes.
In den letzten Jahren wechselte Terrell das Genre und trat hin und wieder als Jazz-Sängerin in Erscheinung. 2004 veröffentlichte sie eine autobiografische DVD namens Through the Eyes of a Supreme.

## Privat
Jean Terrells Bruder Ernie Terrell (1939–2014) war ein bekannter Schwergewichtsboxer und WBA-Weltmeister. Mit ihm und seiner Begleitband The Heavyweights nahm sie 1969 die Single Grandpa’s House für das kleine Soul-Label Calla auf, hatte damit aber keinen Erfolg.

## Diskografie

### Alben
- 1978: I Had to Fall in Love (A&M)